# Saint-Christ-Briost
Saint-Christ-Briost település Franciaországban, Somme megyében. Lakosainak száma 429 fő (2022. január 1.). Saint-Christ-Briost Athies, Brie, Cizancourt, Ennemain, Épénancourt, Licourt, Villers-Carbonnel és Marchélepot-Misery községekkel határos.

## Népesség
A település népessége az elmúlt években az alábbi módon változott:
| Lakosok száma | 453  | 438  | 451  | 437  | 434  | 432  | 429  | 430  | 429  |
|               | 2013 | 2015 | 2016 | 2017 | 2018 | 2019 | 2020 | 2021 | 2022 |